# Jules Le Gall
Pour les articles homonymes, voir Le Gall.
Jules Le Gall est un ouvrier de l'Arsenal de Brest, militant anarchiste, syndicaliste et franc-maçon né le 13 décembre 1881 à Brest et mort en déportation à Buchenwald le 13 ou le 14 juin 1944. 

## Biographie

### Engagement syndical
Jules Le Gall est le fils d'Eugène Le Gall et d’Émeline Charpentier, il entre dans la vie active comme chaudronnier à l'Arsenal de Brest. Il travaille alors avec Victor Pengam avec qui il cofonde en 1903 un des premiers groupes de la jeunesse syndicale qui compte par la suite une soixantaine de jeunes adhérents, tous ouvrier de l'Arsenal. À la suite des grèves de mai et juin 1904, se crée la bourse du travail de Brest dont il est secrétaire et Victor Pengam le trésorier. En septembre 1904, il est délégué de la Confédération générale du travail (CGT) lors du congrès confédérale de Bourges. En octobre 1905, il est poursuivi en justice pour « incitation à la désobéissance », son procès se conclut par un acquittement en janvier 1906, il continue ses activités de délégué de la CGT.

### Engagement libertaire
Pacifiste convaincu et internationaliste, il défend le droit d'asile pour les anarchistes espagnols Durruti et Ascaso, accueille à Brest des exilés pourchassés dans leur pays comme l'ukrainien Nestor Makhno et l'italien Pio Turroni, et participe activement aux manifestations en faveur de Sacco et Vanzetti.
Il participe dans les rangs républicains à la guerre civile espagnole, aux côtés de Louis Lecoin et Sébastien Faure.

### Engagement maçonnique
Jules Le Gall est initié en franc-maçonnerie en janvier 1941 au sein de loge brestoise appartenant au Grand Orient de France, « Les amis de Sully ». Il y côtoie plusieurs élus de la ville, au sein d'une loge fortement engagée dans l'action sociétale comme les phalanstères fouriéristes, la ligue de la régénération humaine de Paul Robin ou encore par des aides à la Ruche de Sébastien Faure. Le combat pour la laïcité crée une dynamique avec les militants libertaires et les libres penseurs. Sa loge soutient son projet de maison du peuple pour laquelle il lance une souscription en 1920. Il participe régulièrement aux travaux de la loge et produit de nombreuses synthèses de qualité  sur l’anarchisme qu'il juge mal expliqué dans la société, la laïcité mais aussi sur le symbolisme, il s'expose comme un orateur de qualité et occupe plusieurs postes d'officier. Il est élu vénérable maitre le 8 novembre 1930 et engage la loge dans un rapprochement avec une autre loge « L'Heureuse rencontre » dont il partage avec le nouveau vénérable l'avocat Jean-Louis Laloüet, les idéaux pacifistes. Il réalise ensemble la fondation d'une société qui prend le nom de Club philosophique qui achète un immeuble pour le reconstruire et donner un temple commun aux francs-maçons de Brest. Durant les mouvements de grève de 1935 où deux ouvriers meurent, les deux loges se mobilisent et soutiennent le mouvement en réunissant des fonds pour les familles des grévistes tués. Jules Legall reconduit pendant neuf ans quitte la charge de vénérable à la veille de la guerre.
En décembre 1940, dénoncé comme franc-maçon, il est convoqué par la police allemande qui le questionne sur l'activité de la loge des Amis de Sully. Leur but étant d'avoir la liste des membres et de confisquer le temple à leur profit. Il est finalement arrêté chez lui le 24 juillet 1941, les Allemands exigent la liste complète des francs-maçons de Brest. Son refus de répondre entraine son incarcération à proximité de Nantes à la prison maritime des Rochettes. En octobre 1943 il est transféré  au camp de Royallieu à Compiègne, il est ensuite déporté avec 1 942 autres détenus politiques au camp de Buchenwald après avoir été blessé lors d'une tentative d'évasion organisé par ses amis. Porteur du matricule 44186, il meurt en déportation le 13 ou le 14 juin 1944 probablement d'une gangrène,.

### Posterité
Sa tombe au cimetière Saint Martin de Brest disparu, la ville de Brest donne son nom à un jardin en 2008, en rappelant dans la délibération et sur la plaque ses engagements d'anarchiste et de franc-maçon.